# Wiktorija Wiktorowna Diwak
Wiktorija Wiktorowna Diwak (russisch Виктория Викторовна Дивак, wiss. Transliteration Viktorija Viktorovna Divak; * 7. Mai 1993 in Wolgograd; † 17. April 2023 in Astrachan, Russland) war eine russische Handballspielerin, die mehrere Jahre in der höchsten russischen Spielklasse aktiv war.

## Karriere

### Im Verein
Diwak spielte anfangs beim GK Dynamo Wolgograd, mit dem sie drei Mal die russische Meisterschaft gewann. Im Jahr 2014 wechselte die Rückraumspielerin zum Ligakonkurrenten GK Kuban Krasnodar. Im Sommer 2017 wurde sie vom französischen Drittligisten Achenheim Truchtersheim Handball verpflichtet. Nachdem Diwak ein Jahr später mit Achenheim Truchtersheim Handball in die zweithöchste französische Spielklasse aufgestiegen war, wechselte sie zum deutschen Bundesligaaufsteiger SV Union Halle-Neustadt. Mit Halle-Neustadt stand sie im Final Four des DHB-Pokals 2018/19.
Diwak schloss sich im Jahr 2019 dem belarussischen Erstligisten HK Homel an, mit dem sie in ihrer ersten Saison die nationale Meisterschaft gewann. Weiterhin gewann sie zwei Mal den belarussischen Pokal. Ab dem Jahr 2021 lief sie für den russischen Erstligisten GK Astrachanotschka auf.
Am 17. April 2023 verstarb sie nach einem Sturz aus dem achten Stock eines Wohnhauses in Astrachan.

### In Auswahlmannschaften
Diwak lief für die russische Jugendnationalmannschaft auf. Bei der U-17-Europameisterschaft 2009 gewann sie mit Russland die Silbermedaille. Diwak, die im Turnierverlauf 39 Treffer erzielte, wurde am Turnierende zum MVP gekürt. Im darauffolgenden Jahr lief sie für Russland bei der U-18-Weltmeisterschaft auf. Im selben Jahr errang sie bei den Olympischen Jugend-Sommerspielen die Silbermedaille.

## Sonstiges
Ihr Vater Wiktor Diwak spielte Fußball und lief unter anderem für Rotor Wolgograd auf.